# Кіщук Катерина Сергіївна
Катерина Сергіївна Кіщук (нар.. 13 грудня 1993, Тула, Росія) — російська співачка, авторка пісень, блогер, фотомодель та колишня учасниця гурту «Serebro».
У 2020 році увійшла до рейтингу «30 найперспективніших росіян до 30 років» за версією Forbes (у категорії «Музика»)..

## Особисте життя
З 2019 року Кіщук зустрічалася з британським репером Slowthai. У червні 2020 року Тайрон і Катя заручилися.. 18 червня 2021 року у них народився син Рейн (Rain). Співачка не афішувала свою вагітність до народження дитини. У грудні 2022 року пара розлучилася.